# Филиповский, Гжегож
Гже́гож Филипо́вский (пол. Grzegorz Filipowski; род. 28 июля 1966) — польский фигурист, выступавший в одиночном катании, призёр чемпионатов Европы, бронзовый призёр чемпионата мира, шестикратный чемпион Польши.
Гжегож Филиповский — один из наиболее успешных польских фигуристов, выигравший первую в истории польского фигурного катания медаль на международных соревнованиях — «бронзу» на чемпионате Европы 1985 года. В 1989 на этих же соревнованиях завоевал серебряную медаль. Наивысшего успеха в карьере достиг в 1989 году на чемпионате мира в Париже, где занял третье место (лучшее среди европейских спортсменов), а в произвольной программе даже стал вторым. Он представлял Польшу на Зимних Олимпийских играх 1984, 1988 и 1992 годов. Лучший результат у него был в Калгари (1988), где фигурист стал пятым. Он первым в истории исполнил каскад из двух тройных прыжков: тройной тулуп/тройной тулуп (в 1980 году). Филиповский отличался хорошей техникой, но не блистал артистизмом.
В 1992 году он окончил любительскую карьеру, в настоящее время проживает в Канаде и тренирует спортсменов-конькобежцев.